# Mutsuhiko Nomura
Mutsuhiko Nomura (野村 六彦, Nomura Mutsuhiko, Hiroshima, 10 februari 1940) is een Japans voormalig voetballer die als aanvaller speelde.

## Clubcarrière
In 1959 ging Nomura naar de Chuo University, waar hij in het schoolteam voetbalde. Takahashi veroverde er in 1962 de Beker van de keizer. Nadat hij in 1963 afstudeerde, ging Nomura spelen voor Hitachi. Hij was in 1965 topscorer van de Japan Soccer League de Japanse competitie. In 11 jaar speelde hij er 136 competitiewedstrijden. Met deze club werd hij in 1972 kampioen van Japan. Nomura beëindigde zijn spelersloopbaan in 1975. Nomura werd in 2014 toegelaten tot de Japan Football Hall of Fame.